# Цзян Хуалян
Цзян Хуалян (кит. трад. 蔣華良, упр. 蒋华良, пиньинь Jiǎng Huáliáng; январь 1965 — 23 декабря 2022, Шанхай) — китайский учёный в области фармации и технологии лекарственных веществ, академик Китайской академии наук (2017).

## Биография
Родился в городе Чанчжоу провинции Цзянсу 10 января 1965 года.
Окончил химический факультет Нанкинского университета (1983—1987), получил степень магистра в Восточно-Китайском педагогическом университете (1989—1992) и докторскую степень в Шанхайском институте лекарственных веществ Китайской академии наук (1992—1995).
С июля 1987 по сентябрь 1989 года младший научный сотрудник (ассистент профессора) Института химических исследований Чанчжоу, провинция Цзянсу.
С сентября 1995 года работал в Шанхайском институте лекарственных веществ Китайской академии наук (Shanghai Institute of Materia Medica). Ассистент профессора, с ноября 1997 года профессор, декабря 2004 года заместитель директора, с февраля 2014 года директор института.
В 2017 году был избран академиком Китайской академии наук.
Проводил фундаментальные научные исследования в области фармации, разработал рецептуру многих новых лекарств.
После вспышки эпидемии коронавирусной инфекции в 2020 году возглавил чрезвычайную исследовательскую группу по исследованию лекарств от этой новой болезни и пневмонии.
Умер в Шанхае 23 декабря 2022 года в возрасте 57 лет.

## Научные труды
Автор около 200 научных статей, которые цитировали более 6000 раз. Получил более 35 патентов на изобретения.
Сочинения:
- Mingyue Zheng, Xian Liu, Yuan Xu, Honglin Li, Cheng Luo, Hualiang Jiang. Computational methods for drug design and discovery: focus on China. Trends in Pharmacological Sciences 2013, 10, 549—559
- Ping Li, , Zhuxi Chen, Haiyan Xu, Haifeng Sun, Hao Li, Hong Liu, Huaiyu Yang, Zhaobing Gao, Hualiang Jiang, Min Li. The gating charge pathway of an epilepsy-associated potassium channel accommodates chemical ligands. Cell Research 2013, 23, 1106—1118
- Lingyang He, Liang Zhang, Xiaofeng Liu, Xianghua Li, Mingyue Zheng, Honglin Li, Kunqian Yu, Kaixian Chen, Xu Shen, Hualiang Jiang, Hong Liu. Discovering Potent Inhibitors Against the beta-Hydroxyacyl-Acyl Carrier Protein Dehydratase (FabZ) of Helicobacter pylori: Structure-Based Design, Synthesis, Bioassay, and Crystal Structure Determination. Journal of Medicinal Chemistry 2009, 52, 2465—2481

Автор изобретений:
- Соединения тиенил[3, 2-d]пиримидин-4-он, способ получения, фармацевтические композиции и их применение
- Соединения 1-(3-аминопропил)-замещенного циклического амина, способ их получения и их фармацевтические композиции и применения
- Производные фенилпиримидона, фармацевтические композиции, способы их получения и применения
- Бензопроизводные с шестичленным кольцом в качестве ингибитора dpp-4 и их применение